# Mele Lāhui Hawaiʻi
Mele Lāhui Hawaiʻi – hymn Hawajów w latach 1866–1876. Został skomponowany w listopadzie 1866 roku. Autorką słów oraz melodii jest królowa Lydia Liliʻuokalani.

## Słowa
Słowa hawajskie
Ka Makua mana loa

Maliu mai iā mākou

E hāliu aku nei

Me ka naʻau haʻahaʻa

E mau ka maluhia

O nei pae ʻāina

Mai Hawaiʻi a Niʻihau

Ma lalo o kou malu

Hui:

E mau ke ea o ka ʻāina

Ma kou pono mau

A ma kou mana nui

E ola e ola ka mōʻī

E ka haku mālama mai

I ko mākou nei mōʻī

E mau kona noho ʻana

Maluna o ka noho aliʻi

Hāʻawi mai i ke aloha

Maloko a kona naʻau

A ma kou ahonui

E ola e ola ka mōʻī

Hoʻoho e mau ke

Ma lalo o kou aloha nui

Na Liʻi o ke Aupuni

Me nā makaʻāinana

Ka lehulehu nō a pau

Kiaʻi mai iā lākou

Me ke aloha ahonui

E ola nō mākou

I kou mana mau

E mau ke ea
Słowa angielskie
Almighty Father bend thine ear

And listen to a nation's prayer

That lowly bows before thy throne

And seeks thy fostering care

Grant your peace throughout the land

Over these sunny sea girt isles

Keep the nation's life, oh Lord,

And on our sovereign smile

Chorus:

Grant your peace throughout the land

Over these sunny isles

Keep the nations life, oh Lord

And upon our sovereign smile

Guard him with your tender care

Give him length of years to reign

On the throne his fathers won

Bless the nation once again

Give the king your loving grace

And with wisdom from on high

Prosperous lead his people on

As beneath your watchful eye

Grant your peace throughout the land

Bless O Lord our country's chiefs

Grant them wisdom so to live

That our people may be saved

And to You the glory give

Watch over us day by day

King and people with your love

For our hope is all in You

Bless us, You who reign above

Grant your peace throughout the land